# Аеродроми у Србији
Србија спада у земље са изузетно добрим прометним положајем. Ово се односи и на ваздушни саобраћај, који последњих година бележи стални и брзи раст обима, летова и путника.
Највећи и најважнији аеродром у земљи је београдски аеродром „Никола Тесла“ у Сурчину, удаљен 15 km од средишта града. Због изванредног положаја овај аеродром је некад био значајан и изван граница бивше Југославије, а очекује се да овај ниво буде поново досегнут у блиској будућности (као регионални саобраћајни чвор).

## Списак аеродрома
У Србији постоји 39 званично уписаних аеродрома, који се знатно разликују по својој опремљености, а што се делимично огледа и по дужини полетно-слетне стазе:
|                    | асфалтирано | неасфалтирано |
| укупна дужина      | 16          | 23            |
| дужина преко 3.047 m| 2           | 0             |
| дужина 2.438-3.047 m| 4           | 0             |
| дужина 1.524-2.437 m| 4           | 2             |
| дужина 914-1.523 m  | 2           | 9             |
| дужина испод 914 m  | 4           | 12            |

Од њих је само 6 од њих уврштено на листу аеродрома са IATA кодом (IATA Airport Code), па су:
Међународни аеродроми са IATA ознакама:
- Аеродром „Никола Тесла“ Београд - BEG
- Аеродром „Батајница“ Београд - BJY - Војни аеродром које ће се ускоро ограничено користити и у цивилне сврхе
- Аеродром „Константин Велики“ Ниш - INI
- Аеродром Вршац - VRC (Ово је истовремено и аеродром за обуку Ваздухопловне академије у Вршцу)
- Аеродром „Поникве“ Ужице - UZC
- Аеродром „Слатина“ Приштина - PRN
- Аеродром „Морава“ Краљево - KVO

Домаћи аеродроми са "ICAO" ознакама на првом месту и IATA ознакама у загради:
- Аеродром Бела Црква - LYCC
- Аеродром Београд (LYBE) - LYBA
- Аеродром Београд (LYBA) - LYBN
- Аеродром Београд (LYBB) - LYBB
- Аеродром Београд (LYYY) - LYYY
- Аеродром „Лисичји Јарак“ Београд - LYBJ
- Аеродром Бор - LY89
- Аеродром Ваљево - LYVA (QWV)
- Аеродром Земун Поље
- Аеродром Зрењанин - LYZR
- Аеродром Кикинда - LYKI
- Аеродром Књажевац
- Аеродром Костолац - LYKO
- Аеродром „Бреге“ Краљево - LYKA
- Аеродром Крушевац - LYKS
- Аеродром „Мира“ Лесковац - LYLE
- Аеродром „Ченеј“ Нови Сад - LYNS (QND)
- Аеродром Панчево - LYPA (QBG)
- Аеродром Параћин - LYPN
- Аеродром Пожаревац - (ZZP)
- Аеродром „Прогар“ Београд
- Аеродром Смедерево - LYSD
- Аеродром „Рудине“ Смедеревска Паланка - LYSP
- Аеродром „Велики Радинци“ Сремска Митровица - LYSM
- Аеродром Стара Пазова
- Аеродром Суботица - LYSU
- Аеродром Трстеник - LYTR
- Аеродром „Прељина“ Чачак

Војни аеродроми са "ICAO" ознакама на првом месту и IATA ознакама у загради:
- Аеродром „Батајница“ Београд - LYBT (BJY)
- Аеродром „Батлава“ Подујево - LYPT
- Аеробаза „Бањички Вис“ Београд - LYBV
- Аеродром „Бојник“ Лесковац
- Аеродром Ковин - LY87
- Аеродром „Лађевци“ Краљево - LYKV (KVO)
- Аеродром „Југовићево“ Нови Сад
- Аеродром Сјеница
- Аеродром Сомбор - LYSO
- Аеродром „Поникве“ Ужице - LYUZ (UZC)

## Будући међународни аеродроми у припреми
1. Аеродром „Поникве” код Ужица је тренутно у доградњи. Аеродром се припрема за путнички и карго саобраћај.
2. Аеродром „Росуље” код Крушевца је планирани аеродром.

## Будући међународни аеродроми у плановима
1. Аеродром „Батајница“ предвиђен је за делимични прелазак на цивилно ваздухопловство, јер се у близини Београда (25 km), поред ауто-пута Београд-Хоргош и близу сурчинског аеродрома (15 km). Технички услови овог аеродрома иду у прилог његовом већем коришћењу.
2. Ковински аеродром - Скоро је затражена дозвола за цивилну употребу и постоје претпоставке да ће се ово у будућности прихватити. Предност аеродрома је близина Београда (40 km).
3. Сомборски аеродром - Постоји занимање странаца за увођење овог аеродрома у ред цивилних. У прилог овоме иде удаљеност других цивилних аеродрома.
4. Борски аеродром - Већ је планирана обнова аеродрома, а за опремање предвиђена је постојећа опрема из старог терминала сурчинског аеродрома после његове обнове и замене опреме.

## Хелиодроми
У Србији су званично уписана и 4 хелидрома (2002. године).